# 목갈비근
목갈비근(scalene muscles), 또는 사각근(斜角筋)은 목 가쪽에 있는 세 쌍의 근육으로, 앞목갈비근, 중간목갈비근, 뒤목갈비근이 존재한다. 이들은 셋째목신경부터 여덟째목신경까지의 척수신경(C3-C8)에 의해 지배된다.
앞목갈비근과 중간목갈비근은 첫째 갈비뼈를 들어 올리고 목을 같은 쪽으로 굽힌다. 뒤목갈비근은 둘째 갈비뼈를 들어 올리고 목을 같은 쪽으로 기울인다.
근육의 이름 'sclaene'은 고대 그리스어로 '고르지 못하다'라는 뜻의 σκαληνός (skalenos)에서 유래했다.

## 구조
목갈비근은 목뼈 C2에서 C7의 가로돌기에서 시작하여 첫째, 둘째 갈비뼈에 닿는다.

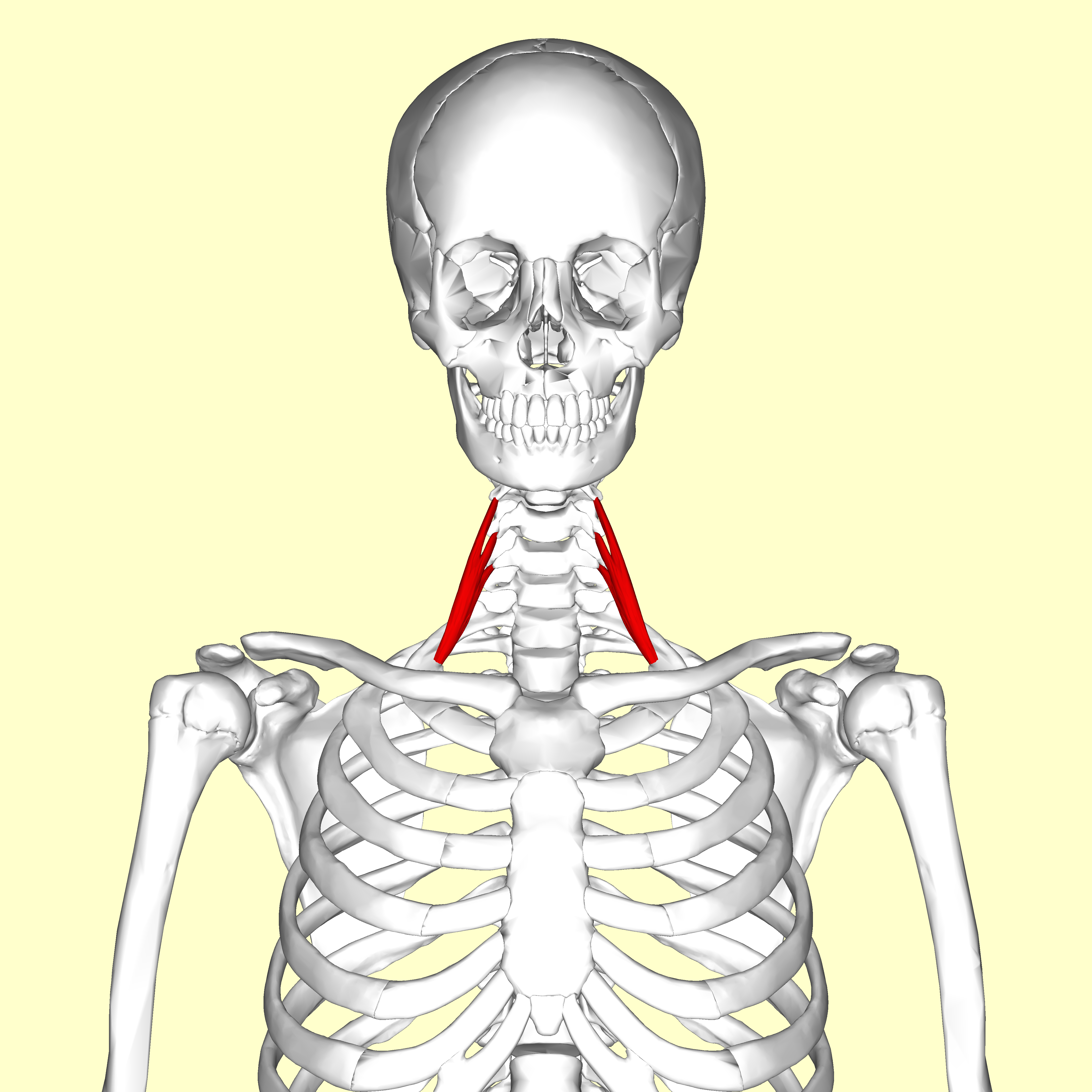
앞목갈비근

### 앞목갈비근
앞목갈비근(anterior scalene muscle), 또는 전사각근은 목빗근 뒤의 목 옆 깊숙이 자리잡고 있다. 이는곳은 셋째, 넷째, 다섯째, 여섯째 목뼈의 가로돌기의 앞결절이며, 거의 수직으로 내려가 첫째 갈비뼈의 안쪽 경계에 있는 목갈비근결절과 빗장밑동맥고랑 앞의 둘째 갈비뼈 윗면 융기부에 좁고 평평한 힘줄로 닿는다. C5, C6의 앞가지가 분포한다.

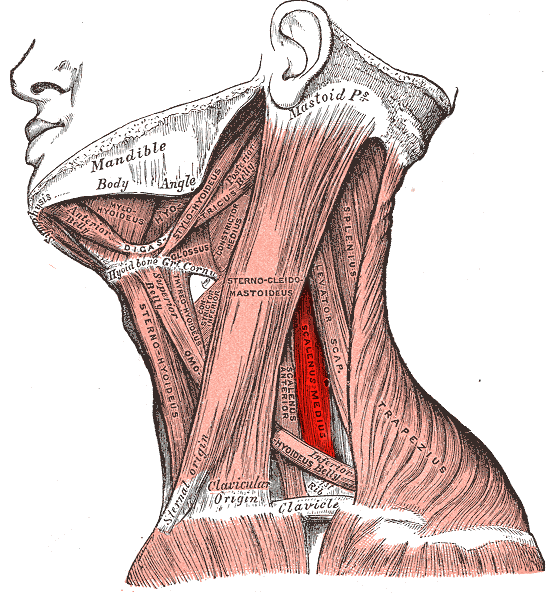
중간목갈비근

### 중간목갈비근
중간목갈비근(middle scalene muscle), 또는 중간사각근은 3개의 목갈비근 중 가장 크고 긴 근육이다. 중간목갈비근은 아래쪽 6개 목뼈의 가로돌기의 뒤결절에서 일어난다. 척주 측면을 따라 내려가 빗장밑동맥고랑 뒤의 첫째 갈비뼈의 윗면에 넓게 닿는다. 팔신경얼기와 빗장밑동맥이 그 앞쪽을 통과한다.

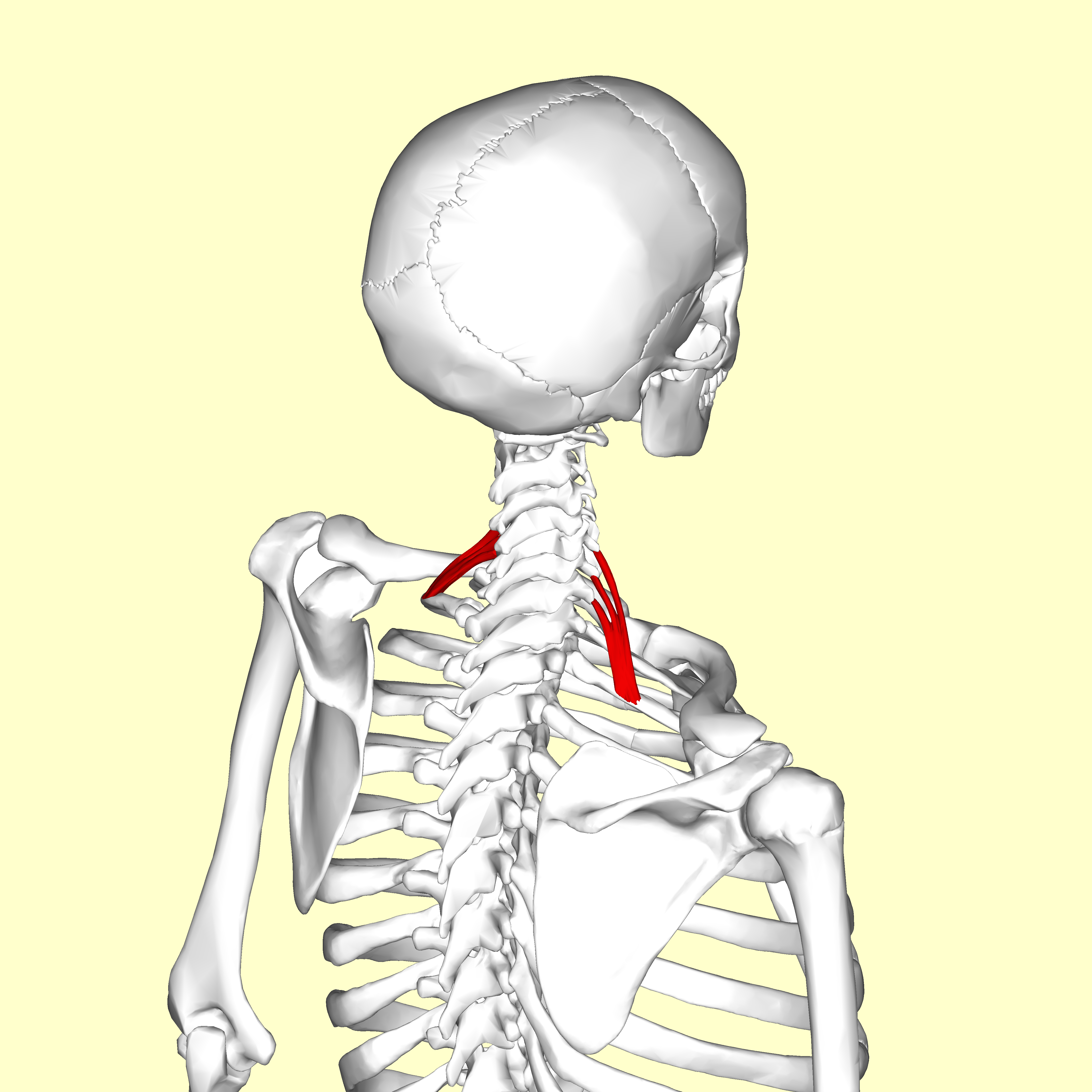
뒤목갈비근

### 뒤목갈비근
뒤목갈비근(posterior scalene muscle), 또는 후사각근은 목갈비근 중 가장 작고, 가장 깊게 자리 잡고 있다. 두세 개의 별도의 힘줄로 아래쪽 두세 개의 목뼈 가로돌기의 뒤결절에서 일어난다. 이후 얇은 힘줄에 의해 앞목갈비근 닿는곳 뒤의 둘째 갈비뼈의 바깥면으로 닿는다. 목신경 C5, C6, C7이 분포한다. 때때로 중간목갈비근과 섞인다.

### 변이
네 번째 근육인 scalenus minimus muscle(Sibson's muscle)은 때때로 앞목갈비근의 아래 부분 뒤쪽에 존재한다.

## 기능
앞목갈비근과 중간목갈비근은 첫째 갈비뼈를 올려 가슴우리를 들어 올리고 목을 작용 근육과 같은 쪽으로 굽힌다. 뒤목갈비근은 둘째 갈비뼈를 들어 올리고 목을 같은 쪽으로 기울인다.
위쪽 갈비뼈를 올리기 때문에 목빗근과 함께 호흡의 보조근으로도 작용한다.

### 위치 관계
목갈비근은 목의 다른 구조물들과 중요한 관계가 있다. 팔신경얼기와 빗장밑동맥은 앞목갈비근과 중간목갈비근 사이를 통과한다. 빗장밑정맥과 가로막신경은 앞목갈비근이 첫째 갈비뼈를 지나갈 때 근육 앞쪽으로 지나간다. 가로막신경은 앞목갈비근 앞을 지나갈 때 수직으로 시작하고, 빗장밑정맥은 수평으로 시작한다.
팔신경얼기와 빗장밑동맥은 앞목갈비근과 중간목갈비근 사이의 공간을 통과하며 두 근육 간의 틈새(scalene hiatus, scalene fissure)를 이룬다. 이 틈새가 놓여 있는 영역은 scaleotracheal fossa라고 한다. 앞쪽으로는 빗장뼈 아래, 안쪽으로는 기관, 뒤쪽으로는 등세모근, 앞쪽으로는 넓은목근으로 둘러싸여 있다.

## 임상적 중요성
앞목갈비근과 중간목갈비근은 특정 형태의 흉곽 출구 증후군이나 근막 동통 증후군 발생에 관련될 수 있으며, 그 증상은 목뼈의 추간판 탈출증(디스크 탈출)과 비슷할 수 있다.
팔신경얼기의 신경은 앞목갈비근과 중간목갈비근 사이의 공간을 통과하기 때문에 이 부위는 때때로 국소 마취를 하는 대상이 된다. 목갈비근사이차단(interscalene block)이라고 불리는 이 팔신경얼기 차단 방법은 팔이나 어깨 수술 전에 시행할 수 있다.

## 역사
목갈비근은 'lateral vertebral muscles'로 알려지기도 했었다.

### 어원
목갈비근은 세 쌍의 길이가 모두 다르기 때문에 '고르지 못한'이라는 뜻의 그리스어 단어 σκαληνός (skalenos)에서 이름이 유래했다.

## 추가 이미지
위키미디어 공용에 목갈비근 관련 미디어 분류가 있습니다.

목의 측면.
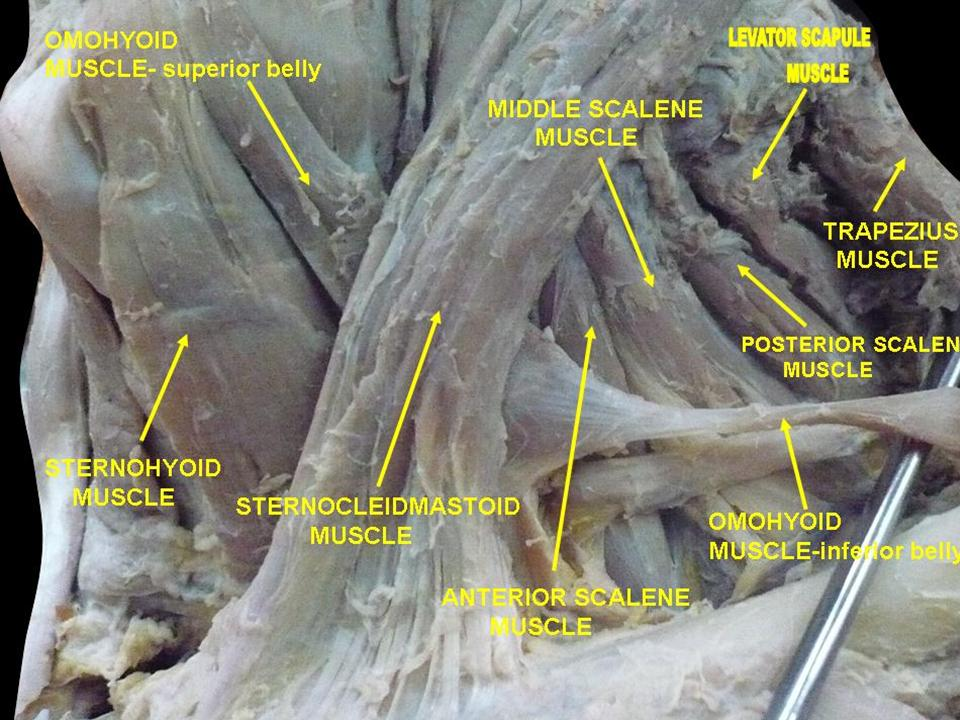
목의 근육들을 가쪽에서 본 사진.
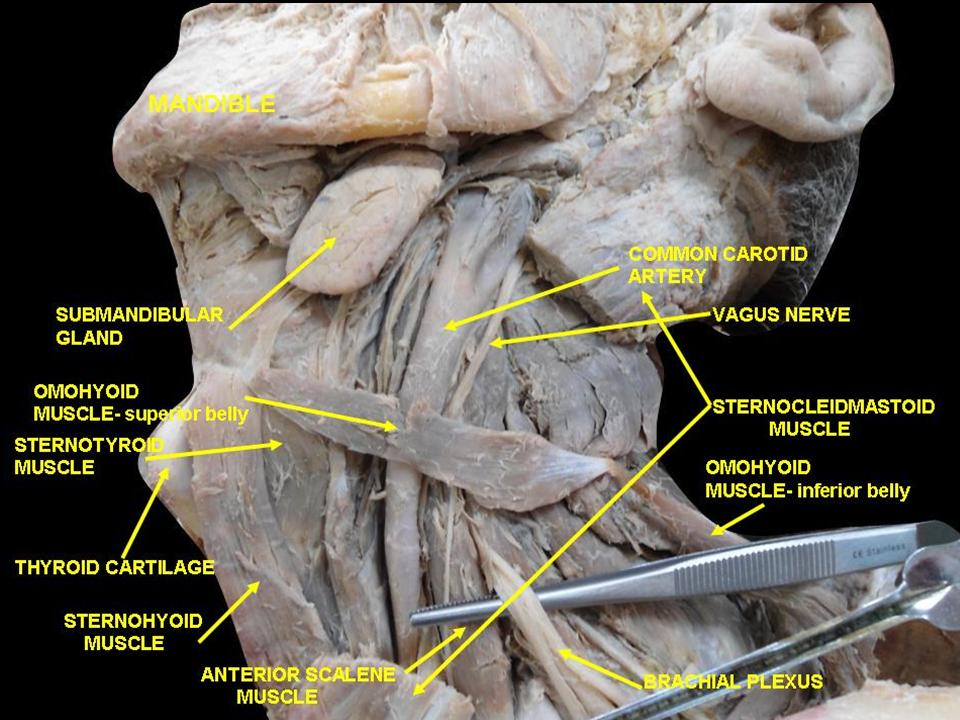
목의 근육들을 가쪽에서 본 그림.
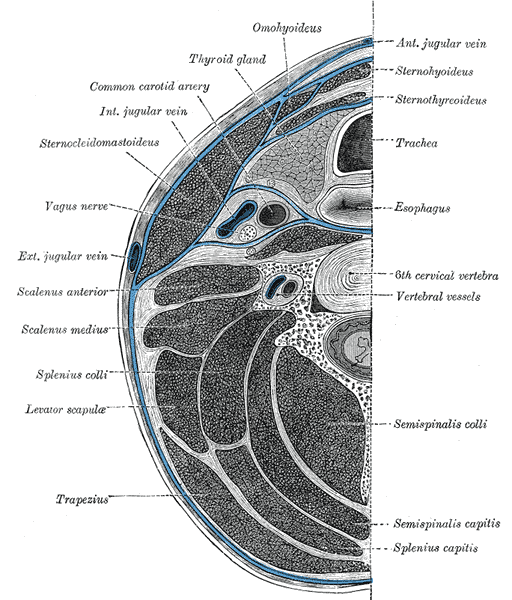
대략 여섯째 목뼈 높이의 목 단면. 근막의 배열을 보여준다.